# Stazione di Alì Terme
La stazione di Alì Terme è una stazione ferroviaria posta al km 311+675 della linea Messina–Siracusa.
È disposta parallelamente alla parte di attraversamento urbano della Strada statale 114 Orientale Sicula e serve direttamente l'abitato del comune omonimo.

## Storia
La stazione venne aperta in seguito all'inaugurazione del tronco ferroviario Messina–Giardini della ferrovia Messina–Siracusa, una delle prime costruzioni ferroviarie in Sicilia della Società Vittorio Emanuele. Venne messa in funzione il 12 dicembre 1866. La stazione venne costruita dal lato del monte, oltre la strada statale 114 che attraversa l'abitato, subito dopo una breve galleria di attraversamento del promontorio di Capo d'Alì. Prese il nome di "stazione di Alì" e lo mantenne fino al secondo dopoguerra; nella seconda metà degli anni cinquanta il nome della stazione venne cambiato in "Alì Terme" per adeguarlo al nome del comune che era stato cambiato per effetto della legge regionale n° 250 del 31 luglio 1954. A causa della disposizione esigua di spazio venne costruito solo un fascio di tre binari e un piccolo scalo merci.
Nel corso degli anni la stazione ha subito poche trasformazioni oltre all'elettrificazione degli anni sessanta e all'installazione dei banchi di manovra ACE. In tempi recenti è stato attivato un apparato ACEI telecomandabile.

## Strutture e impianti
La stazione è posta quasi a metà percorso tra Messina e Taormina-Giardini, sul tratto a semplice binario dell'importante collegamento ferroviario. 
L'edificio di stazione è di tipo classico ad una elevazione con tetto a tegole con attiguo chioschetto dei servizi. Non è munita di pensiline né di sottopassaggi.
Il fascio binari comprendeva 3 binari di cui 2 per servizio viaggiatori e uno, senza marciapiede, per servizio merci. Era dotata di ponte a bilico da 30 t e di sagoma limite. In seguito alle modifiche operate da RFI per lo "snellimento" della rete la stazione è stata privata del terzo binario e funziona in telecomando DCO

## Movimento
Il quadro dell'orario invernale del 1938 in vigore dal 4 dicembre riportava la fermata di 10 treni accelerati provenienti da Messina e di un diretto proveniente dal continente e in senso inverso di 5 accelerati da Catania e 3 da Taormina-Giardini.
Vi fermano treni viaggiatori regionali. Un tempo è stata relativamente importante dal punto di vista del traffico viaggiatori anche per la presenza di uno stabilimento termale; fino agli inizi degli anni ottanta, vi fermavano treni diretti e qualche espresso. 
Vede un certo traffico pendolare e balneare nel periodo estivo. Poco importante è sempre stato il movimento merci.